# Kalvarienberg Frauenkirchen

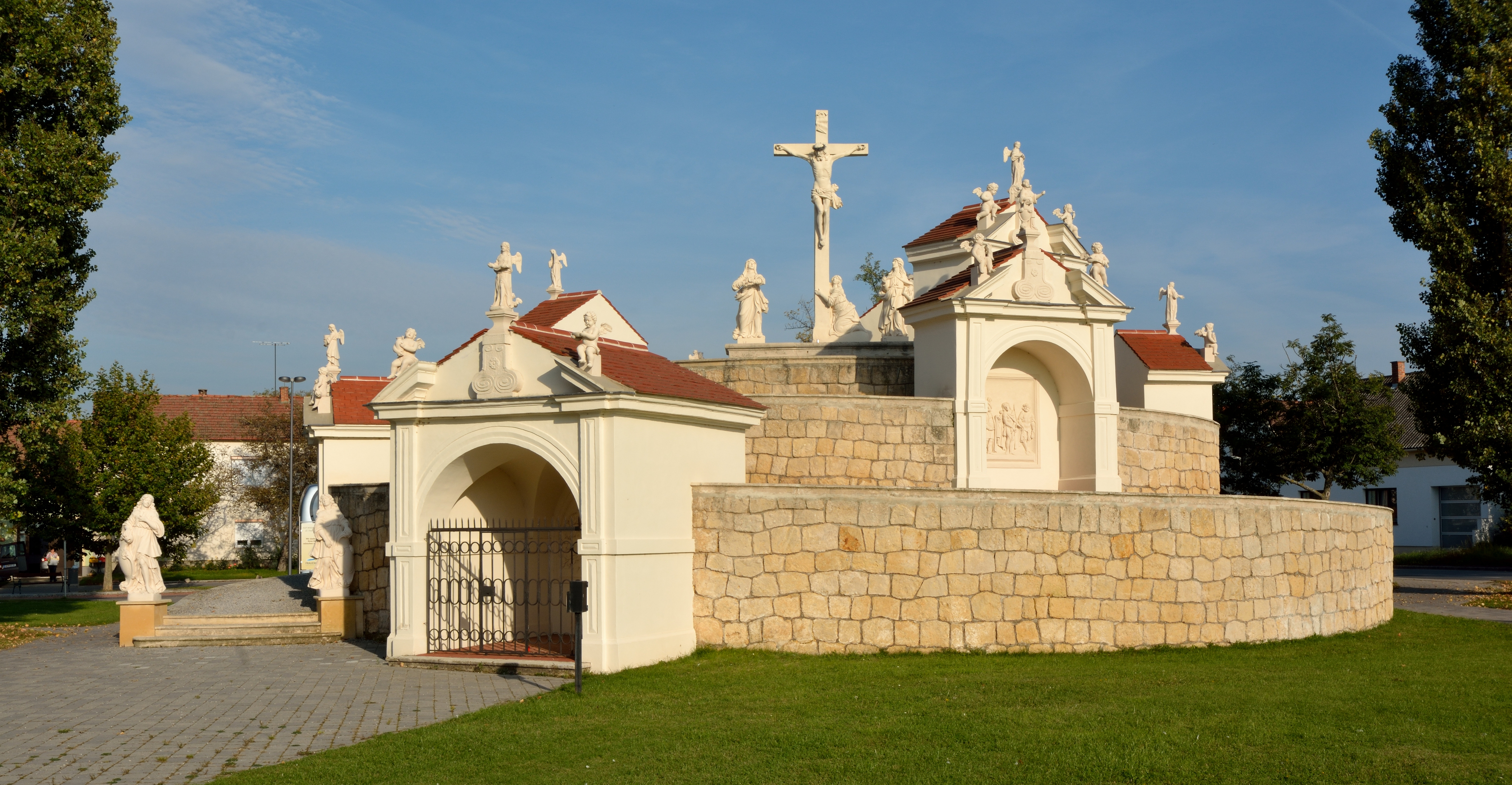
Kalvarienberg in Frauenkirchen

Der Kalvarienberg in Frauenkirchen, einer Stadt im Bezirk Neusiedl am See (Burgenland), befindet sich südöstlich der Basilika Frauenkirchen.
Auf einem Plateau in der Mitte steht die Kreuzigungsgruppe aus dem Jahr 1759 zu der ein spiralförmiger Weg hinaufführt. In den kleinen Kapellen entlang des Weges sind die Leidensstationen Jesu in Steinreliefs dargestellt.
Der Kalvarienberg steht unter Denkmalschutz und gehört zu den bedeutendsten Barockdenkmälern Österreichs. Er ist gemeinsam mit der Basilika Mariä Geburt ein häufig besuchtes Wallfahrtsziel.

## Geschichte

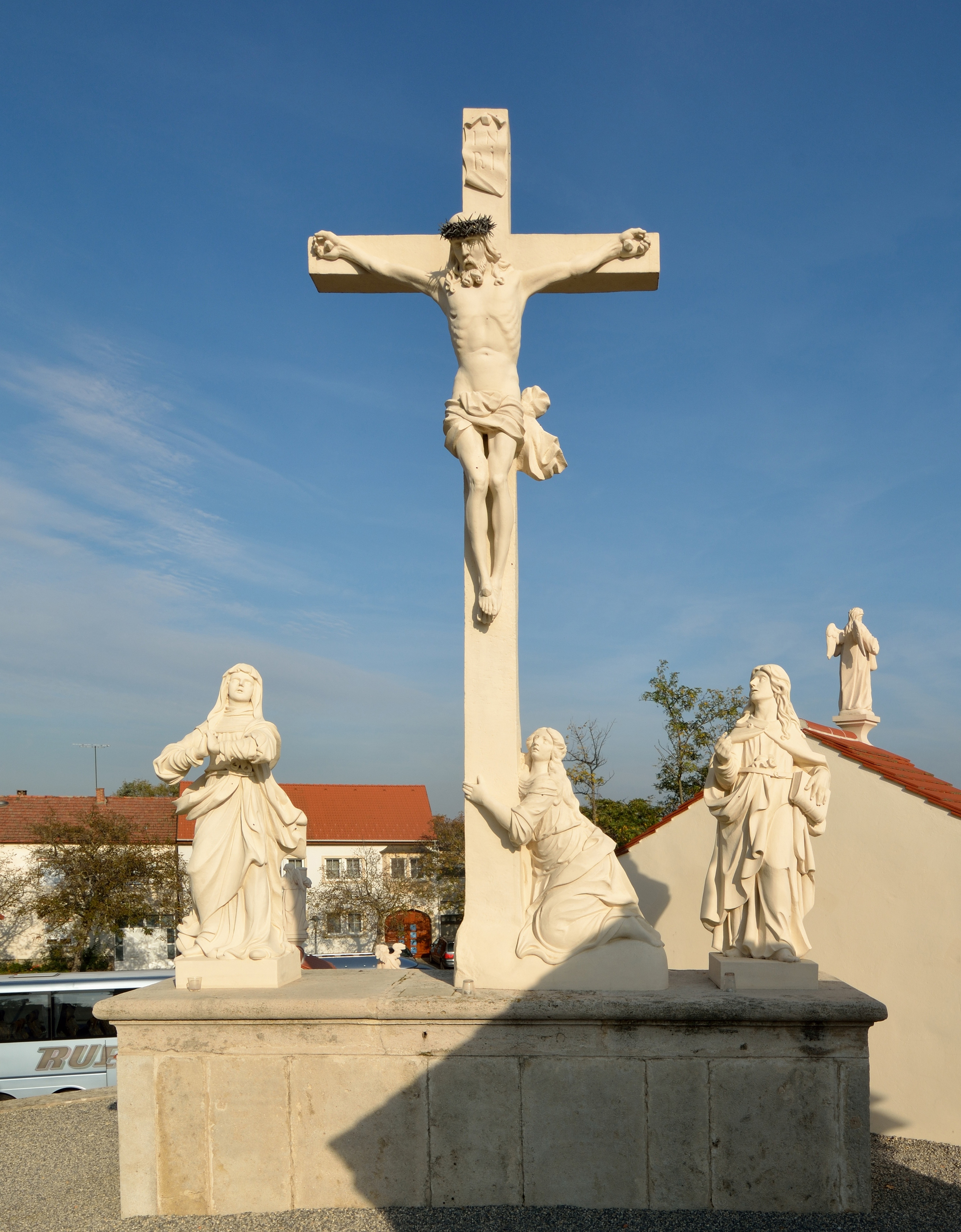
Kreuzigungsgruppe auf dem Kalvarienberg Frauenkirchen

Zwei Jahre nach der Zerstörung von Frauenkirchen durch die Türken ließ Paul Esterházy 1685 den Kalvarienberg anlegen. Der Fürst ließ in den Jahren 1695 bis 1702 auch die Basilika Mariä Geburt errichten.
Von 2009 bis 2012 wurde der Kalvarienberg in Abstimmung mit dem Bundesdenkmalamt, der Kulturabteilung des Landes Burgenland und der Stadt Frauenkirchen restauriert. Die Kosten der Sanierung betrugen ca. € 500.000,-.